# She, Handan
She, även känd som Shexian, är ett härad som lyder under Handans stad på prefekturnivå i Hebei-provinsen i norra Kina.